# Leopold von Sacher-Masoch

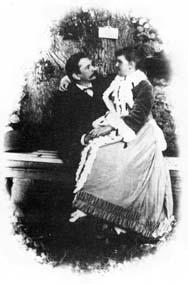
Leopold von Sacher-Masoch a Hulda Meister (cca 1870-1880)

Leopold rytíř von Sacher-Masoch (27. ledna 1836 Lemberk, Rakousko-Uhersko – 9. března 1895 Altenstadt, Hesensko (někdy uváděno datum 1905 Lindheim, Německo) byl rakouský novinář a spisovatel smíšeného původu (k jeho předkům patřili Španělé, Rusové i sefardští Židé), po kterém je pojmenován masochismus.
Publikoval také pod jmény Charlotte Arand a Zoe von Rodenbach. V neněmeckém prostředí bývá často jeho šlechtický titul „rytíř“ (Ritter) uváděn omylem jako další křestní jméno. Studoval v Praze, kde se také ve věku dvanácti let začal učit německy. Datum úmrtí 9. března 1895 v Lindheimu poblíž Frankfurtu nad Mohanem je mystifikace[zdroj?], kterou rozšířila jeho vlastní rodina.

## Životopis
Narodil se v haličském Lvově jako první ze čtyř synů do rodiny policejního velitele Leopolda Sacher-Masocha, rytíře von Kronenthal, který byl v letech 1848–1856 přeložen do Prahy a odtud do Štýrského Hradce. Už od dětství jej fascinovala teta z otcovy strany, hraběnka Zenobia Sacher-Masochová von Kronenthal. Leopold zbožňoval ji samotnou i bití, kterého se mu od ní často dostávalo. Líbila se mu i švagrová Wilhelmina Sacher-Masochová von Kronenthal, která žila s rodinou ve společné domácnosti. Byl uchvácen katolickým uměním a kultem svatých mučedníků.

V roce 1848 se rodina přestěhovala do Prahy, kde se Leopold učil mj. německy. Byl vynikajícím žákem novoměstského gymnázia a jeho závěrečná slohová práce byla dokonce oceněna. Navzdory svému přání věnovat se dále literatuře, přesněji psaní divadelních her, pokračoval podle otcovy vůle studiem práv nejprve na Univerzitě Karlově, později ve Štýrském Hradci, kde v roce 1855 získal i doktorát.

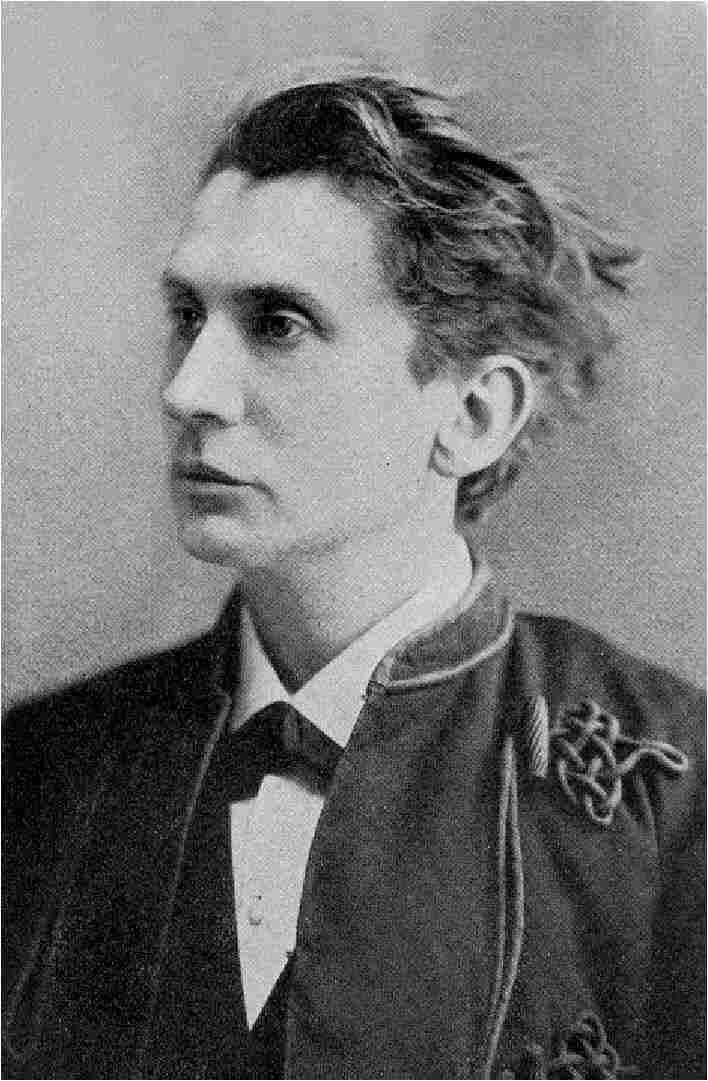
Masoch někdy v letech 1860–70

O rok později začal na univerzitě přednášet historii. V roce 1857 publikoval svou první práci, historickou studii o lidovém povstání, ke kterému došlo za nadvlády španělského krále Karla V. v letech 1537-1539 ve flanderském městě Gent. Historikové ji však kritizovali jako příliš beletristickou.

### Ženy
V roce 1861 se zamiloval do Anny von Kottowitz, manželky lékaře, která byla o deset let starší než Sacher-Masoch. Opustila manžela i děti a odešla se Sacher-Masochem. Jejich vztah se brzy proměnil v sadomasochistický tak, jak tomu dnes rozumíme. Anna von Kottowitz Leopolda bila, bičovala, používali i různé fetiše: jezdecké bičíky apod.
Následující vztah – a sice s Fanny Pistorovou – již měl podobu smluvně podloženého otroctví. Společně podepsali úmluvu, ve které:
„Pan Leopold von Sacher-Masoch dává paní Pistorové své čestné slovo, že se pro příštích šest měsíců stane jejím otrokem, že bez výhrad vyhoví všem jejím touhám a splní všechny její příkazy. Paní má právo mučit svého otroka způsobem, jaký uzná za vhodný, za jakékoliv chyby, nedbalost nebo přečiny proti jejímu majestátu, kterých by se dopustil.“
V roce 1872 se nakonec po dlouhých námluvách oženil s Aurorou Rumelinovou, které sám přezdíval Wanda Dunajevová po vzoru hrdinky ze své knihy Venuše v kožichu. V manželství se Sacher-Masochovy sexuální potřeby dále rozvíjely – nechával se bít důtkami, přiváděl domů ženy i muže, aby jej opanovali. Manželku nakonec opustil.

### Masochismus
Pojem masochismus použil rakousko-německý psychiatr, svobodný pán Richard von Krafft-Ebing, ve svém díle Psychopathia sexualis, které publikoval v roce 1886. Vytvořil tak do jisté míry falešný protipól masochistického rytíře vůči sadistickému markýzi, čímž kromě toho, že rozčílil Sacher-Masocha, na dlouhá léta znejasnil chápání postavy dalšího významného spisovatele, markýze de Sade, jehož skutečné záliby se od Sacher-Masochových nijak zvlášť nelišily.

### Spor o datum úmrtí
Ve věku padesáti let se jeho duševní zdraví začalo prudce zhoršovat. Ztrácel orientaci a trpěl halucinacemi. V březnu 1895 se začal projevovat agresivně a rodina jej odvezla do sanatoria v Mannheimu. Veřejnosti oznámila jeho smrt k datu 9. března 1895 a jako místo uvedla město Lindheim. Byly publikovány i nekrology.
Životopisec James Cleugh uvádí, že Sacher-Masoch zemřel až o deset let později ve stejném sanatoriu, kam jej rodina umístila.

## Dílo
Sacher-Masoch byl všestranným autorem realistických románů často situovaných do rodné Haliče. Za Haličské povídky (1858) byl napaden jako parazit a renegát. V období sílícího antisemitismu byl vnímán jako zastánce židů, socialista, utopista a panslavista. Jeho pyšné jednání a konfliktní osobnost byly dalšími podněty k nekonečné kritice a válkám na stránkách magazínů.
Skutečnou slávu a nesmrtelnost mu však přineslo dílo Venuše v kožichu, kterou poprvé začal publikovat časopis Die Liebe.

### Venuše v kožichu
Sacher-Masoch měl původně v úmyslu napsat cyklus šesti románů pod názvem Kainovo dědictví, dokončil však pouze první dva. Venuše v kožichu vypráví příběh Severina von Kusiemského vášnivě zamilovaného do Wandy von Dunajev. V románu rozehrává celou škálu fetišistických sexuálních fantazií, zapisuje pocity muže, který touží být ponižován co nejvíce. Vztah obou milenců dosahuje krize v okamžiku, kdy sama Wanda potkává muže, kterému se chce stát otrokyní.
Kniha byla v roce 2016 zpracována v Českém rozhlasu Plzeň jako desetidílná četba na pokračování. Z překladu Gabriely Veselé připravil Dominik Mačas, v režii Jakuba Doubravy účinkovali Michal Štěrba a Andrea Mohylová.
Venuši v kožichu převedli na filmové plátno Joel Schlemowitz, Maartje Seyferth, Victor Nieuwenhuijs, Lou Campy a naposledy Roman Polanski. Inspirovala stejnojmennou píseň na albu The Velvet Underground & Nico od skupiny The Velvet Underground. V roce 1986 ji v nakladatelství Olympia Press publikoval jako komiks italský výtvarník Guido Crepax.

## Některá díla
- Venuše v kožichu (Venus im Pelz, 1858)
- Falešný hermelín (Falscher Hemelion, 1873)
- Vídeňské Messaliny (Die Messalinen Wiens, 1874)
- Strážci mravnosti (Die Wächter der Moral, 1879, operetní libreto pro českého skladatele Mořice Angera)
- Hadi v ráji (Die Schlange im Paradies, 1890)
- Venuše v kožichu (La Vénus à la fourrure, 2013, francouzský dramatický film)